# Mengo Yokoyari
横槍メンゴ
Œuvres principales
- Oshi no ko
- Kuzu no honkai

Mengo Yokoyari (横槍メンゴ, Yokoyari Mengo) est une dessinatrice de mangas japonaise. Elle est notamment connue pour avoir écrit et dessiné la série de mangas Kuzu no honkai. Elle a aussi dessiné la série Oshi no ko avec Aka Akasaka au scénario.

## Biographie
Elle a fait ses débuts en 2009 avec Shinken☆H Seminar! publié dans Magazine War (Sun Publishing). Après cela, elle a écrit des mangas principalement pour le même magazine, mais depuis qu'il a commencé à sérialiser Haruwaka dans COMIC Sumomo (Futabasha). en 2010, elle travaille principalement dans des magazines de mangas pour jeunes. Parmi eux, Kuzu no Honkai est connu comme une œuvre représentative. Elle travaille également comme illustrateur, surtout sur Internet, il se fait appeler "Yori" et travaille principalement sur des illustrations de chansons utilisant Vocaloid. En 2020, Lors de Weekly Young Jump numéro 21 sorti le 23 avril, Aka Akasaka a commencé la sérialisation de Oshi no ko, qui a été écrit par Akasaka et dessiné par Yokoyari,,.

## Œuvres
- Oshi no ko
- Kuzu no honkai